# Obelia disticha
Espèce
Obelia disticha est une espèce éteinte de bryozoaires appartenant à la famille des Tubuliporidae. Elle aussi parfois désignée sous le nom de Tubulipora disticha. Cette désignation est indiquée par le Muséum national d'histoire naturelle comme la fixation d'un lectotype pour stipulation abusive de l'existence d'un holotype par Émile Buge en 1957.